# Дерев'яні церкви Мармарощини

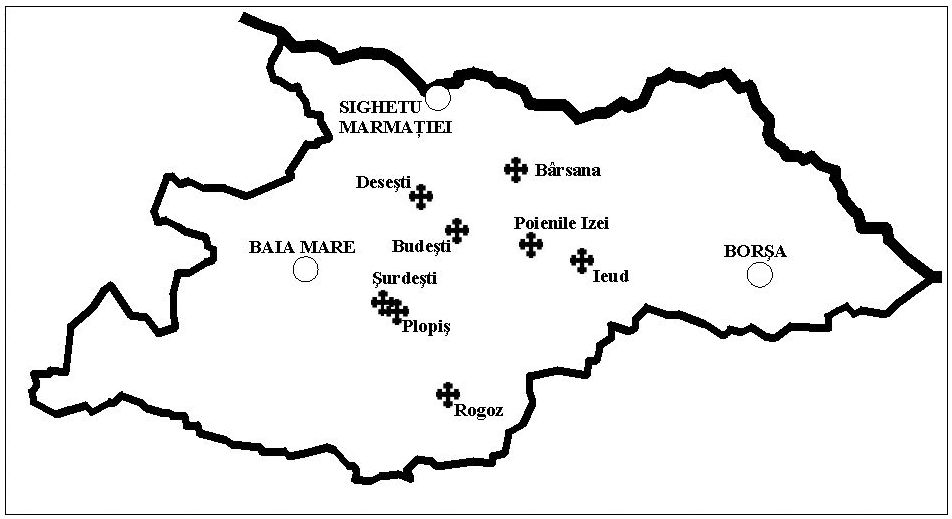
Розташування дерев'яних церков Мармарощини.

Дерев'яні церкви Мармарощини, яка є північною частиною Трансільванії, є групою з майже сотні православних або, іноді, греко-католицьких церков різних архітектурних стилів та різних періодів. Вісім з цих церков занесено до списку світової спадщини ЮНЕСКО. Церкви Мармарощини характеризуються високими тонкими дзвіницями із високими дахами, які розташовуються у західній частині церкви. Ці церкви будувались протягом 17-19 сторіч, часто на місці старих церков, у відповідь на заборону австро-угорської католицької церкви будувати кам'яні православні церкви.

## Опис
Румунсько-український історико-етнографічний регіон Мармарощина, який під час Другої Світової Війни був розділений між Румунією та Підкарпатською Україною, є одним з небагатьох місць в яких збереглась багата спадщина будівництва з дерева. Традиції будівництва дерев'яних церков в центральній та південній Мармарощині беруть свій початок в 16 сторіччі. З тих пір ці традиції дерев'яного будівництва поширилися по всій Європі, а дерев'яні церкви Мармарощини стали класикою будівництва дерев'яних церков. Наразі в Мармарощині є майже сотня дерев'яних церков, третина з яких є старшою за два сторіччя. Окрім власне церков, в Мармарощині є немала кількість теслярів з безцінними знаннями традиційного теслярства.
Починаючи із Середніх Віків і до 18 сторіччя, знання та досвід в будівництві дерев'яних споруд з тонкими щільними стінами не були доступні кожному та дуже цінувалися. Мармароські майстри, які могли досягнути такого рівня, були не простими селянами, а спеціалізованими церковними теслярами, які передавали свої знання з покоління в покоління і застосовували їх тільки для будівництва церков. Науку будівництва дерев'яних церков можна розділити на дві школи, їх на три напрями та багато піднапрямів. Також, в родинах теслярів, можна спостерігати поступову зміну стилю із поколіннями. Також, після Румунської революції 1989 року будуються нові дерев'яні церкви в традиційному стилі.

## Церкви внесені до списку світової спадщини ЮНЕСКО
| Зображення | Село         | Рік побудови | Координати                                                                      |
| ---------- | ------------ | ------------ | ------------------------------------------------------------------------------- |
|            | Бирсана      | 1720         | 47°49′14″ пн. ш. 24°03′14″ сх. д. / 47.82056° пн. ш. 24.05389° сх. д.           |
|            | Будешть      | 1643         | 47°43′53.72″ пн. ш. 23°56′39.05″ сх. д. / 47.7315889° пн. ш. 23.9441806° сх. д. |
|            | Десешть      | 1770         | 47°46′21″ пн. ш. 23°51′34″ сх. д. / 47.77250° пн. ш. 23.85944° сх. д.           |
|            | Єуд          | 1720-ті      | 47°40′35″ пн. ш. 24°14′11.15″ сх. д. / 47.67639° пн. ш. 24.2364306° сх. д.      |
|            | Плопіш       | 1798         | 47°35′33″ пн. ш. 23°46′35″ сх. д. / 47.59250° пн. ш. 23.77639° сх. д.           |
|            | Поєніле-Ізей | 1700         | 47°42′13″ пн. ш. 24°7′7″ сх. д. / 47.70361° пн. ш. 24.11861° сх. д.             |
|            | Рогоз        | 1663         | 47°28′8.86″ пн. ш. 23°55′37.10″ сх. д. / 47.4691278° пн. ш. 23.9269722° сх. д.  |
|            | Шурдешть     | 1766         | 47°37′5.85″ пн. ш. 23°46′29.63″ сх. д. / 47.6182917° пн. ш. 23.7748972° сх. д.  |